# المتحف الزرادشتي في كرمان
المتحف الزرادشتي، متحف يقع في مدينة كرمان الإيرانية، ويُعد المتحف الأول والوحيد في العالم المتخصص بالأنثروبولوجيا الزرادشتية. بدأ بناء المتحف في تسعينيات القرن الماضي، وتم الانتهاء منه في العام 2001.

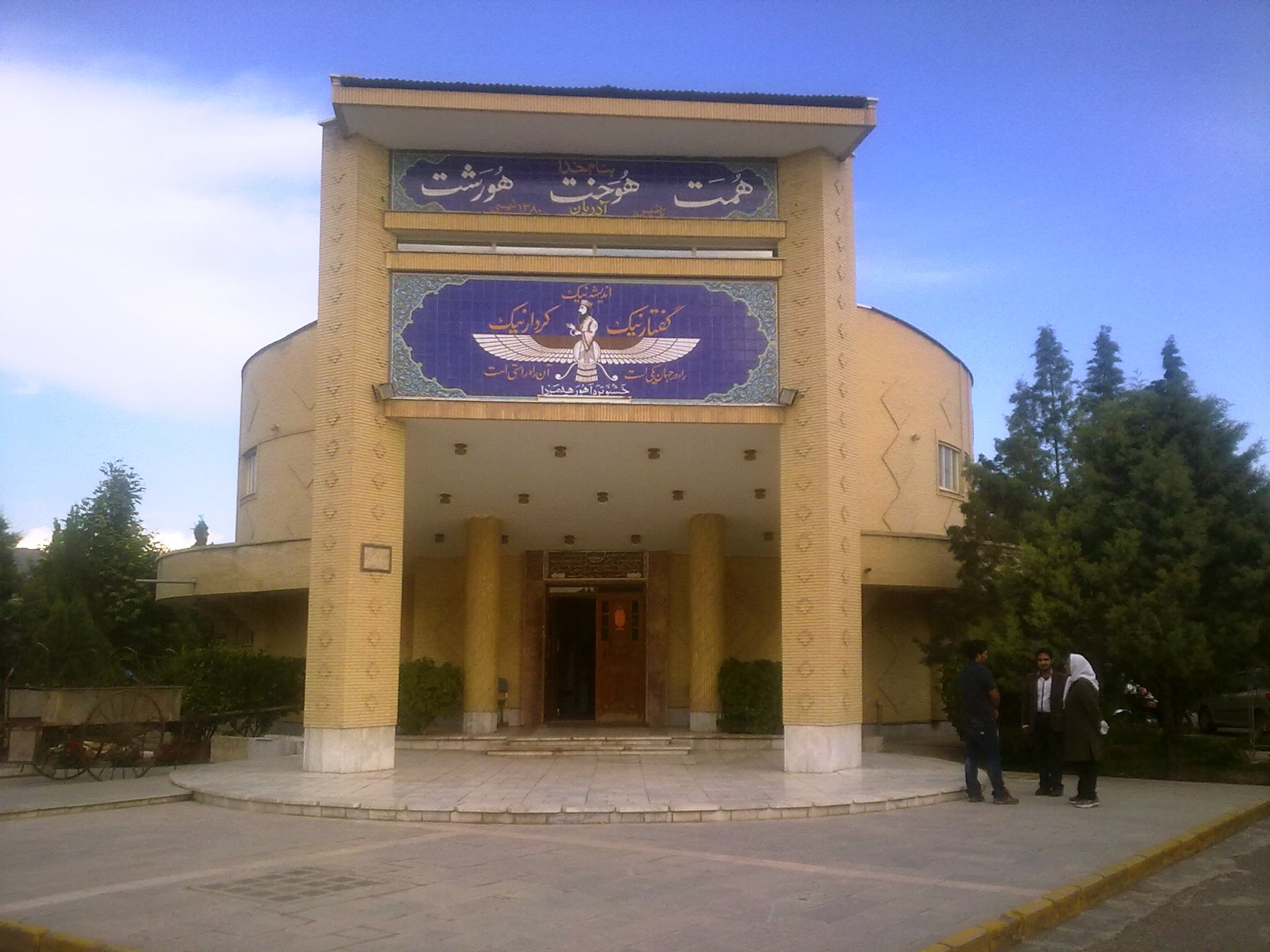
المتحف الزرادشتي في كرمان

## المجموعات
من أقدم المقتنيات في المتحف غلاف كتاب مكتوب بخط اليد لأنشودة غاتاها، يعود تاريخه إلى أكثر من مائتي عام. ويحتوي المتحف أيضاً على صندوق نار يدوي يعود للعام 1828.
كما تُحفظ في قسم الصور والوثائق بالمتحف صور لأعضاء جمعية ناصري الزرادشتية في كرمان ورفسنجان، وصور لشخصيات بارزة مثل: أرباب كيخسرو شاهرخ، وميرزا برزو آميغي، وكشور خانوم، وبوراندخت.
يضم المتحف أيضًا قسمًا مخصصًا لأنواع مختلفة من صناديق النار، مواقد الزيت، مواقد الشحم، ومصابيح التوليب. ويوجد أيضاً مجموعة من الملابس النسائية التي تتراوح أعمارها بين 50 إلى 150 عامًا، ومستندات تعود إلى العصور الأخمينية والساسانية.